# Settat
Settat   este un oraș  în  Maroc.